# Сільвен Тарджон
Сільвен Тарджон (фр. Sylvain Turgeon; 17 січня 1965, Руен-Норанда, Квебек) — колишній професійний канадський хокеїст, нападник, виступав за команди Головної юніорської хокейної ліги Квебеку, НХЛ, Німецької хокейної ліги, італійської Серії А, Національної ліги А та Національної ліги В.

## Кар'єра
В юності він грав разом з Бенуа Дюсет в «Олімпікус де Гатіно» в QMJHL. Після вдалого сезону він був обраний в 1983 році в першому раунді Драфті НХЛ на другому місці клубом «Гартфорд Вейлерс».
Після того, як він відіграв на молодіжному чемпіонаті світу 1983 року, він відіграв сезон 1983/84 років за «Гартфорд Вейлерс». Тут він грав в одній ланці з Кевіном Дініном та Роном Френсісом. Маючи чудову швидкість, він був обраний до збірної новачків НХЛ. Разом з ним ще один молодий гравець Рей Ферраро, перетворили китобоїв Гартфорда на сильну команду в НХЛ. Тим не менш, в 1987 році на майданчику частіше був брат П'єр Тарджон, який був обраний під першим номером в Драфті НХЛ.
Влітку 1989 року відбувся обмін Сильвена на Пета Вербека, відповідно до обміну він переїхав до Нью-Джерсі Девілс‎. За сезон він закинув 30 шайб, незважаючи навіть на те, що влітку переніс операцію з видалення грижі. К 1990 році він був переведений у Монреаль Канадієнс‎, де грав разом з Клодом Лем'є. Він чудово провів сезон, але наприкінці сезону 1990/91 травма колінної чашечки змусили його зробити ігрову перерву. Наступною командою з 1992 по 1995 роки стала Оттава Сенаторс‎‎, яка з'явилась в НХЛ під час розширення в 1992 році. Він провів два сезони з сенаторами, перш ніж він перейшов в 1995 році до Г'юстон Аерос АХЛ.
В сезоні 1996/97 він переїхав до Європи. Першої зупинкою став клуб Серії А ХК Больцано. Потім він провів 23 гри в Швейцарській національній лізі B за клуб ЕХК «Ольтен», але незабаром після цього він приєднався до Ганновер Скорпіонс‎‎. Наступний сезон 1997/98 років він розподіляє між ХК «Обергаузен» в DEL і ХК «Герізау» у Швейцарії (1 Ліга). Наступний сезон він розпочав у Швейцарії в клубі ХК «Лангнау» і незабаром переїхав до Касселя. Тут він залишався до 2001 року. Його останнім клубом в кар'єрі (сезон 2001/02) став ХК «Тургау».

## Нагороди
- 1982 Приз Мішеля Бержерона
- 1983 Приз Майкла Боссі (разом з Петом Лафонтеном)
- 1984 Найкращий новачок НХЛ
- 1986 Учасник матчу всіх зірок НХЛ
- 1996 Найкращий бомбардир Кубок Шпенглера 1996